# Kaufungen (Adelsgeschlecht)

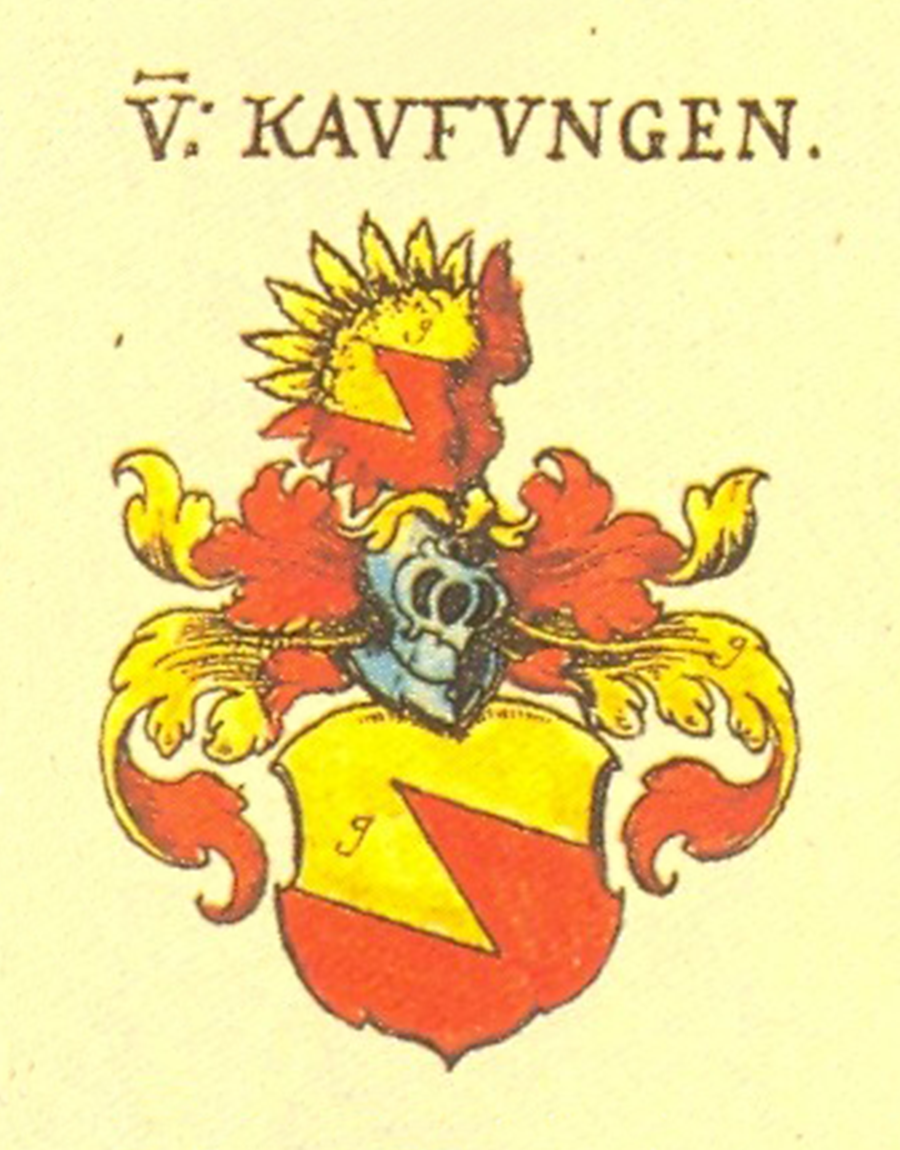
Familienwappen in Siebmachers Wappenbuch von 1605

Die Familie von Kaufungen, auch Kauffungen, war ein mitteldeutsches Adelsgeschlecht.

## Ursprung und Verbreitung

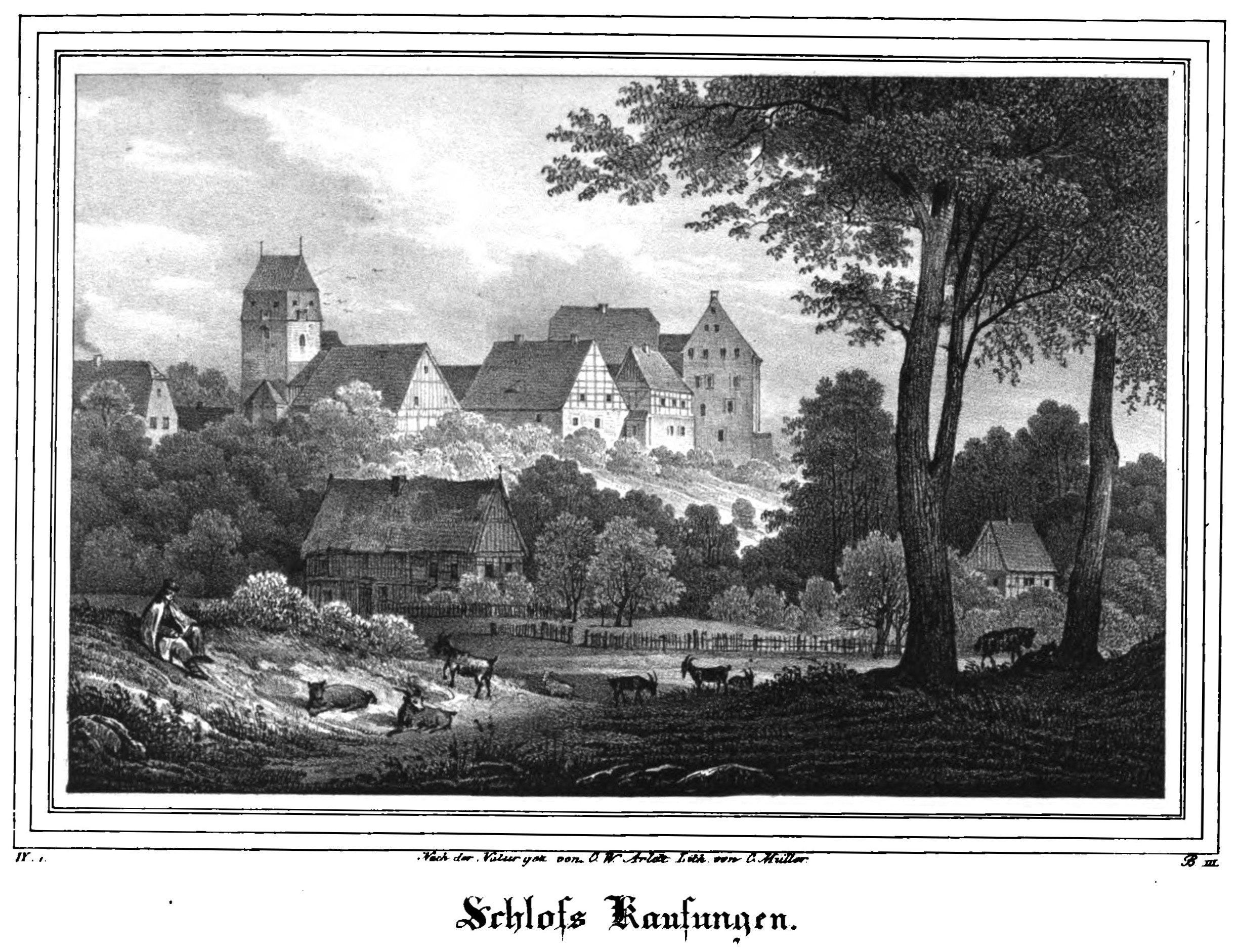
Schloss Kaufungen (1839)

Die Familie zählt zu den meißnischen Uradelsgeschlechtern und ist 1231 mit Henricus de Khoufungen erstmals urkundlich fassbar. Namensgebender Stammsitz ist Kaufungen, heute eingemeindet nach Limbach-Oberfrohna. Zum Besitz der Familie zählte neben dem Rittergut Kaufungen das benachbarte Schloss Wolkenburg und die Burg Stein (Sachsen). Im 15. Jahrhundert war das Rittergut Kaufungen im Besitz von Kunz von Kauffungen und seines Bruders Heinrich. Zu dieser Zeit herrschte ihr Cousin Dietrich von Kauffungen in Callenberg und Cousin Hans von Kauffungen auf Schloss Wolkenburg. Kunz von Kauffungen, Anführer des Altenburger Prinzenraubs vom 8. Juli 1455, soll für den Raub aus dem Altenburger Schloss der Überlieferung nach eine Strickleiter verwendet haben, die aus dem Rittersitz Callenberg stammt, das zu dieser Zeit seinem Cousin Dietrich von Kauffungen gehörte. Daran erinnert heute die Brunnenfigur „Kunz von Kaufungen“ samt zwei Informationstafeln am ursprünglichen Standort des Ritterguts im Zentrum von Callenberg.

## Wappen
Der Wappenschild nach 1455 ist schräg gezackt in Gold und Rot. Die Helmzier mit einem geschlossenen Flug wiederholt das Motiv. Die Helmdecken tragen ebenfalls die Farben Rot und Gold.

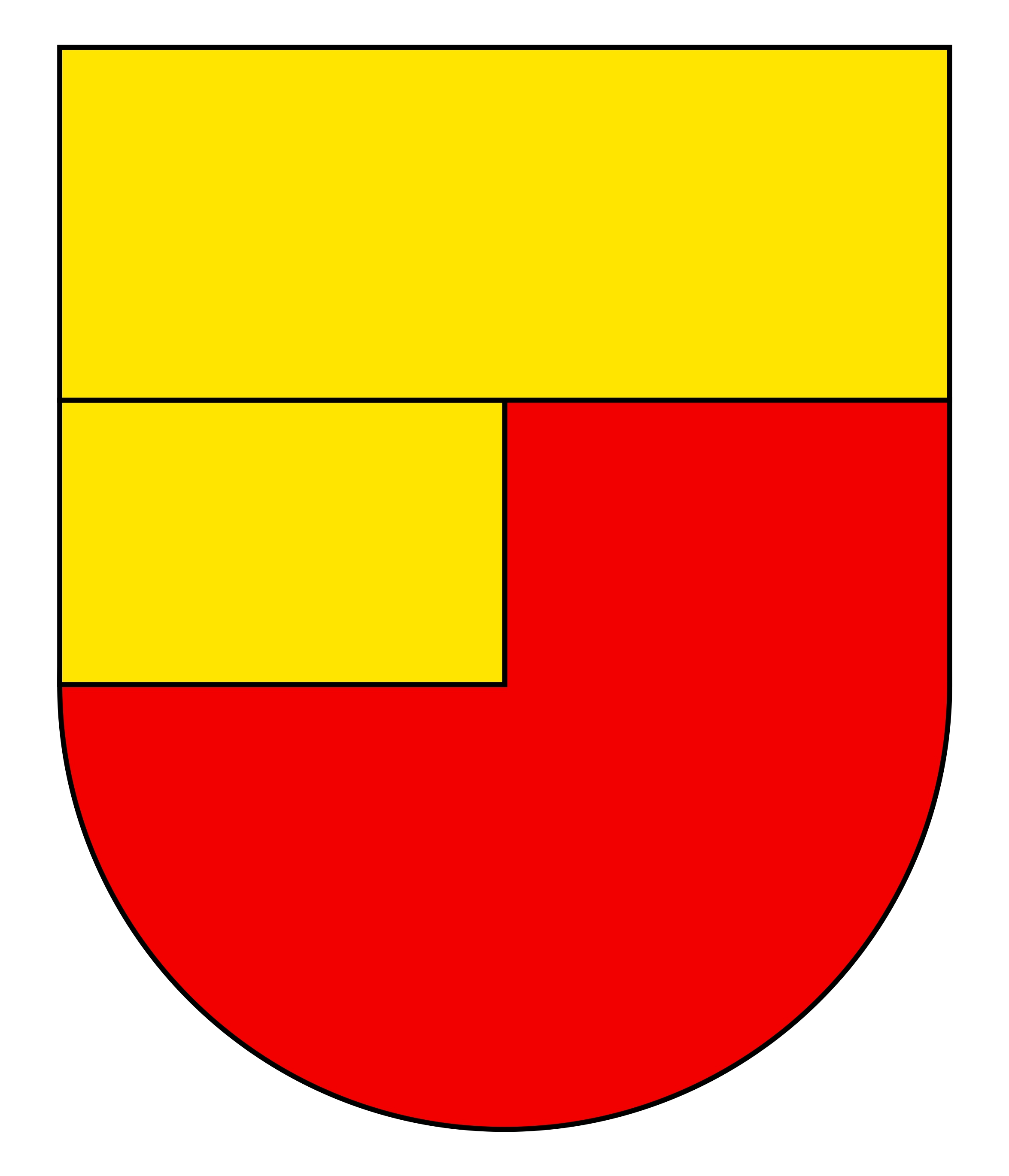
Wappen des Kunz von Kauffungen 1443

Zuvor bestand das Wappen aus einer einfachen Abstufung von Gold und Rot und glich dem Ausschnitt einer Burgmauer oder Zinne. Es wurde aufgrund der Taten des Kunz von Kauffungen „gebrochen“.

## Persönlichkeiten
- Heinrich von Kaufungen, Abt im Kloster Bürgel
- Kunz von Kauffungen († 1455), Junker, bekannt durch den Altenburger Prinzenraub
- Hildebrand von Kauffung († 1497/98), ein Sohn des Kunz[2], wuchs am böhmischen Königshof auf und erhielt 1477 von Herzog Heinrich d. Ä., einem Sohn des böhmischen Königs Georg von Podiebrad die seit diesem Jahr zur Grafschaft Glatz gehörende Herrschaft Hummel mit dem zugehörigen Schloss Landfried als ein Lehen.